# Essex (graafschap)
Essex is een ceremonieel graafschap in de Engelse regio East of England dat in 2017 1.468.177 inwoners telde. De oppervlakte bedraagt 3472 km².
Het ligt ten noordoosten van Londen en grenst aan de Noordzee. De hoofdstad is Chelmsford.
Het landschap is golvend en gaat in het noordwesten over in laag heuvelland. Voor de kust liggen vele eilanden. De bronnen van inkomsten zijn vooral tuinbouw en melkveehouderij (ten behoeve van de melkvoorziening van Londen). Langs de kust is er de visserij en zorgt ook het toerisme voor de nodige inkomsten. Harwich is een belangrijke havenplaats voor het verkeer van en naar het vasteland van Europa.
Essex is steeds meer gaan dienen als overloopgebied voor Londen. Er werd industrie gevestigd en er kwamen nieuwe woongebieden (slaapsteden) en toeristische voorzieningen voor de Londenaren.
De naam Essex verwijst naar het oude koninkrijk van die naam. Het was in de tijd van de Angelsaksen het gebied van de Oost-Saksen, en maakte deel uit van de oude koninkrijken die ook bekendstaan onder de verzamelnaam heptarchie.

## Overzicht districten
| Lokaal bestuurde gebieden en plaatsen | Lokaal bestuurde gebieden en plaatsen |
| Nr.                                   | District/Unitary                      |
| ------------------------------------- | ------------------------------------- |
| 1                                     | Uttlesford                            |
| 2                                     | Braintree                             |
| 3                                     | Colchester                            |
| 4                                     | Tendring                              |
| 5                                     | Harlow                                |
| 6                                     | Epping Forest                         |
| 7                                     | Chelmsford                            |
| 8                                     | Maldon                                |
| 9                                     | Brentwood                             |
| 10                                    | Basildon                              |
| 11                                    | Rochford                              |
| 12                                    | Castle Point                          |
| 13                                    | Southend-on-Sea (unitary authority)   |
| 14                                    | Thurrock (unitary authority)          |

| Detailkaart |
| ----------- |
|             |

## Universiteit
De Universiteit van Essex werd opgericht in 1964.
Bedfordshire · Berkshire · City of Bristol · Buckinghamshire · Cambridgeshire · Cheshire · Cornwall · Cumbria · Derbyshire · Devon · Dorset · Durham · East Riding of Yorkshire · East Sussex · Essex · Gloucestershire · Greater London · Greater Manchester · Hampshire · Herefordshire · Hertfordshire · Isle of Wight · Kent · Lancashire · Leicestershire · Lincolnshire · City of London · Merseyside · Norfolk · Northamptonshire · Northumberland · North Yorkshire · Nottinghamshire · Oxfordshire · Rutland · Shropshire · Somerset · South Yorkshire · Staffordshire · Suffolk · Surrey · Tyne and Wear · Warwickshire · West Midlands · West Sussex · West Yorkshire · Wiltshire · Worcestershire
Overig: Stedelijke en niet-stedelijke graafschappen · Traditionele graafschappen
Bath and North East Somerset* · Bedfordshire · Berkshire · Blackburn & Darwen* · Blackpool* · Bournemouth* · Brighton & Hove* · Bristol* · Buckinghamshire · Cambridgeshire · Cheshire · Cornwall · Cumbria · Darlington* · Derby* · Derbyshire · Devon · Dorset · Durham · East Riding of Yorkshire* · East Sussex · Essex · Gloucestershire · Greater London · Greater Manchester · Halton* · Hampshire · Hartlepool* · Herefordshire* · Hertfordshire · Hull* · Isle of Wight* · Kent · Lancashire · Leicester* · Leicestershire · Lincolnshire · Luton* · Medway* · Merseyside · Middlesbrough* · Milton Keynes* · Norfolk · Northamptonshire · Northumberland · North East Lincolnshire* · North Lincolnshire * · North Somerset* · North Yorkshire · Nottingham* · Nottinghamshire · Oxfordshire · Peterborough* · Plymouth* · Poole* · Portsmouth* · Redcar & Cleveland* · Rutland* · Shropshire · Somerset · Southend-on-Sea* · Southampton* · South Gloucestershire* · South Yorkshire · Staffordshire · Stockton-on-Tees* · Stoke-on-Trent* · Suffolk · Surrey · Swindon* · Telford & Wrekin* · Thurrock* · Torbay* · Tyne & Wear · Warrington* · Warwickshire · West Midlands · West Sussex · West Yorkshire · Wiltshire · Worcestershire · York* 
Overig: Ceremoniële graafschappen · Traditionele graafschappen
Bedfordshire · Berkshire · Buckinghamshire · Cambridgeshire · Cheshire · Cornwall · Cumberland · Derbyshire · Devon · Dorset · Durham · Essex · Gloucestershire · Hampshire · Herefordshire · Hertfordshire · Huntingdonshire · Kent · Lancashire · Lincolnshire · Leicestershire · Middlesex · Norfolk · Northamptonshire · Northumberland · Nottinghamshire · Oxfordshire · Rutland · Shropshire · Somerset · Staffordshire · Suffolk · Surrey · Sussex · Warwickshire · Westmorland · Wiltshire · Worcestershire · Yorkshire
Overig: Stedelijke en niet-stedelijke graafschappen · Traditionele graafschappen